# Shohratgarh
Shohratgarh é uma cidade e uma nagar panchayat no distrito de Siddharthnagar, no estado indiano de Uttar Pradesh.

## Demografia
Segundo o censo de 2001, Shohratgarh tinha uma população de 8336 habitantes. Os indivíduos do sexo masculino constituem 52% da população e os do sexo feminino 48%. Shohratgarh tem uma taxa de literacia de 60%, superior à média nacional de 59.5%: a literacia no sexo masculino é de 67% e no sexo feminino é de 51%. Em Shohratgarh, 17% da população está abaixo dos 6 anos de idade.